# 関数の微分
微分積分学における関数の微分（かんすうのびぶん、英: differential of a function）とは、直感的には変数の無限小増分に対する関数の増分であり、独立変数を変化させた時の関数値の変化の主要部を表す。具体的には、実変数関数 y = f(x) が与えられた時、y の微分 (differential) dy は次のように定義される。
{\displaystyle dy=f'(x)\,dx}
あるいは以下のように表記することも出来る。
{\displaystyle df(x)=f'(x)\,dx}
ここで f ' (x) はf のx に関する導関数、またdx はx とは別の変数である（即ちdy はx とdx の関数ということになる）。
導関数を以下のように書くことも出来る。これは導関数を微分の商（微分商）の形として表記するライプニッツ流の表記に合致するものである。
{\displaystyle dy={\frac {dy}{dx}}\,dx}
変数 dy と dx の正確な意味は、各分野における文脈と、要求される数学的な厳密さの程度により変わりうる。微分幾何学においては特定の微分形式としての重要性を持ち、解析学においては関数の値の変化量に対する線型近似と見なすことが出来る。物理学的な文脈においてはしばしば、変数 dx と dy を微小な（無限小）変化量として規定することがある。

## 定義

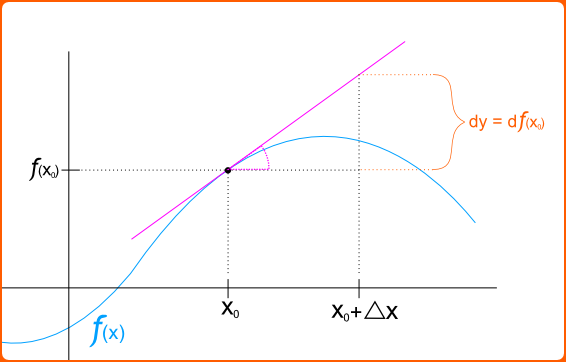
点 x_{0} における関数 ƒ(x) の微分

現代的な微分学において、微分は以下の様に定義される。一変数 x の関数 f(x) の微分 (differential) は次の式で与えられる2つの独立実変数 x と Δx の関数 df である：
{\displaystyle df(x,\Delta x){\stackrel {\text{def}}{{}={}}}f'(x)\,\Delta x.}
引数の一方あるいは両方を省いて、df(x) や単に df とも書かれる。y = f(x) であれば、微分はまた dy とも書かれる。dx(x, Δx) = Δx であるから、dx = Δx と書くのが慣習であり、次の等式が成り立つ：
{\displaystyle df(x)=f'(x)\,dx}
微分のこの概念は関数の線型近似を求めたいとき（このとき増分 Δx の値は十分小さい）に、広く適用可能である。より正確には、f が x において微分可能な関数であれば、y の値の差
{\displaystyle \Delta y{\stackrel {\rm {def}}{=}}f(x+\Delta x)-f(x)}
は
{\displaystyle \Delta y=f'(x)\,\Delta x+\varepsilon =df(x)+\varepsilon \,}
を満たす。ここで近似における誤差 ε は、Δx → 0 のとき ε/Δx → 0 を満たす。言い換えると、近似式
{\displaystyle \Delta y\approx dy}
が成り立ち、その誤差は Δx に対して相対的にいくらでも小さくすることが、Δx を十分小さく取るすることによってできる。つまり、Δx → 0 のとき
{\displaystyle {\frac {\Delta y-dy}{\Delta x}}\to 0}
である。この理由のために、関数の微分は関数の増分の主要（線型）部 (principal (linear) part) と呼ばれる：微分は増分 Δx の線型関数であり、誤差 ε は非線型かもしれないが、Δx が 0 に向かうとき急速に 0 に向かう。

## 多変数関数の微分
多変数関数の微分は以下の様に定義される。
{\displaystyle y=f(x_{1},\dots ,x_{n}),\,}
で定義される多変数関数を考える。n 個の独立変数うち任意の一つ xi の増分 dxi に対する y の増分の主要部は、y の xi に関する偏微分を用いて
{\displaystyle {\frac {\partial y}{\partial x_{i}}}dx_{i}}
と表される。全ての独立変数について以下の様に総和を取ったものを全微分（total differential）または単に微分と呼び、これが独立変数 x1…xn の増分に対する y の増分の主要部にあたる。
{\displaystyle dy={\frac {\partial y}{\partial x_{1}}}dx_{1}+\cdots +{\frac {\partial y}{\partial x_{n}}}dx_{n}}
より正確には、多変数関数の微分は以下の様に定義される。f が微分可能関数であるならばフレシェ微分可能の定義より、その増分は
{\displaystyle {\begin{aligned}\Delta y&{}=f(x_{1}+\Delta x_{1},\dots ,x_{n}+\Delta x_{n})-f(x_{1},\dots ,x_{n})\\&{}={\frac {\partial y}{\partial x_{1}}}\Delta x_{1}+\cdots +{\frac {\partial y}{\partial x_{n}}}\Delta x_{n}+\varepsilon _{1}\Delta x_{1}+\cdots +\varepsilon _{n}\Delta x_{n}\end{aligned}}}
で与えられ、この時増分Δxi が全て0に漸近するならば、誤差項εi は0に漸近する。よって全微分は厳密には以下の様に定義される。
{\displaystyle dy={\frac {\partial y}{\partial x_{1}}}\Delta x_{1}+\cdots +{\frac {\partial y}{\partial x_{n}}}\Delta x_{n}}
一変数の場合と同様に、
{\displaystyle dx_{i}(\Delta x_{1},\dots ,\Delta x_{n})=\Delta x_{i}}
であるから、
{\displaystyle dy={\frac {\partial y}{\partial x_{1}}}\,dx_{1}+\cdots +{\frac {\partial y}{\partial x_{n}}}\,dx_{n}}
となる。このdy は、
{\displaystyle dy\approx \Delta y}
と見なせる。この誤差は変数の増分を十分に小さく取ることにより、{\displaystyle {\sqrt {\Delta x_{1}^{2}+\cdots +\Delta x_{n}^{2}}}} に対して任意に小さくすることが出来る。

## 高階の微分
独立変数 x に関する一変数関数 y = f(x) の2階の微分は以下の様に表される
{\displaystyle d^{2}y=d(dy)=d(f'(x)dx)=f''(x)\,(dx)^{2}}
より高階の場合について一般化すると、
{\displaystyle d^{n}y=f^{(n)}(x)\,(dx)^{n}}
これは以下の形に書くことにより、高階導関数のライプニッツ表記に合致するものである。
{\displaystyle f^{(n)}(x)={\frac {d^{n}f}{dx^{n}}}.}
変数 x 自体が他の変数に依存する関数である時は、 x の高階の微分も式に含まれるため、上記よりも複雑な形となる。2階、3階の場合の例を挙げる。
{\displaystyle {\begin{aligned}d^{2}y&=f''(x)\,(dx)^{2}+f'(x)d^{2}x\\d^{3}y&=f'''(x)\,(dx)^{3}+3f''(x)dx\,d^{2}x+f'(x)d^{3}x\end{aligned}}}

多変数関数についても同様に高階の微分を考えることが出来る。例えば、f が変数 x と y の2変数関数である時、
{\displaystyle d^{n}f=\sum _{k=0}^{n}{\binom {n}{k}}{\frac {\partial ^{n}f}{\partial x^{k}\partial y^{n-k}}}(dx)^{k}(dy)^{n-k},}
ここで {\displaystyle \scriptstyle {\binom {n}{k}}} は二項係数である。より一般の多変数の場合にも、多項係数を用いて拡張することにより同様の式に表すことが出来る。
多変数関数の場合も、変数が他の変数に依存する場合は高階の微分がより複雑な形となる。f が変数 x と y の2変数関数であり、かつ x と y がそれぞれ他の補助変数に依存する関数である時、f の2階の微分は以下の様になる。
{\displaystyle d^{2}f=\left({\frac {\partial ^{2}f}{\partial x^{2}}}(dx)^{2}+2{\frac {\partial ^{2}f}{\partial x\partial y}}dx\,dy+{\frac {\partial ^{2}f}{\partial y^{2}}}(dy)^{2}\right)+{\frac {\partial f}{\partial x}}d^{2}x+{\frac {\partial f}{\partial y}}d^{2}y.}
より一般的には、x の関数f の増分Δx に対するn 階の微分は、以下の様に定義される。
{\displaystyle d^{n}f(x,\Delta x)=\left.{\frac {d^{n}}{dt^{n}}}f(x+t\Delta x)\right|_{t=0}}
もしくは等価な表現として、
{\displaystyle \lim _{t\to 0}{\frac {\Delta _{t\Delta x}^{n}f}{t^{n}}}}
ここで{\displaystyle \Delta _{t\Delta x}^{n}f} は、増分tΔx に対するn 階の前進差分演算子である。f が多変数関数の場合にもx を引数ベクトルと見なすことにより同様の形でf の微分を定義出来る。すると定義により、n 階の微分はベクトルx の増分Δx に関する斉次関数となる。さらに、f の点x におけるテーラー展開が以下の式で与えられる。
{\displaystyle f(x+\Delta x)\sim f(x)+df(x,\Delta x)+{\frac {1}{2}}d^{2}f(x,\Delta x)+\cdots +{\frac {1}{n!}}d^{n}f(x,\Delta x)+\cdots }
高階のガトー微分はこれを無限次元関数空間に拡張したものと考えることが出来る。

## 性質
微分のいくつかの性質は、それぞれ対応する導関数の性質をそのまま当てはめた形で表現出来る。
- 線型性:  定数 a 、b と微分可能な関数f 、gに対して、

{\displaystyle d(af+bg)=a\,df+b\,dg.}
- 積の微分法則:  2つの微分可能な関数f 、gに対して、

{\displaystyle d(fg)=f\,dg+g\,df.}
抽象代数学においては、これら2つの性質を満たす作用素d を導分 (derivation) と呼ぶ。
またこの性質により、累乗の微分に関して以下の関係が成り立つ。
{\displaystyle d(f^{n})=nf^{n-1}df}

さらに、様々な形に一般化された連鎖律が成り立つ。
- y = f(u) が変数u に関する微分可能関数で、かつu = g(x) が変数x に関する微分可能関数である時、

{\displaystyle dy=f'(u)\,du=f'(g(x))g'(x)\,dx.}
- 多変数関数 y = f(x1, ..., xn) について、その全ての変数x1, ..., xn が他の変数t の関数である時、

{\displaystyle {\begin{aligned}dy&={\frac {dy}{dt}}dt\\&={\frac {\partial y}{\partial x_{1}}}dx_{1}+\cdots +{\frac {\partial y}{\partial x_{n}}}dx_{n}\\&={\frac {\partial y}{\partial x_{1}}}{\frac {dx_{1}}{dt}}\,dt+\cdots +{\frac {\partial y}{\partial x_{n}}}{\frac {dx_{n}}{dt}}\,dt.\end{aligned}}}

## 多次元への一般化
ユークリッド空間における関数f : Rn → Rm に対し、前述の微分の概念を一般化した関数f の微分を考えることが出来る。
ベクトルx, Δx ∈ Rn に対し、関数f の増分Δfは
{\displaystyle \Delta f=f(\mathbf {x} +\Delta \mathbf {x} )-f(\mathbf {x} ).}
ここで、以下の式
{\displaystyle \Delta f=A\Delta \mathbf {x} +\|\Delta \mathbf {x} \|{\boldsymbol {\varepsilon }}}
においてベクトルΔx → 0 のとき ε → 0 となるm ×n 行列 A が存在するならば、定義より関数f は点 x において微分可能である。この行列A はヤコビ行列とも呼ばれ、そしてΔx ∈ Rn の線形写像 AΔx ∈ Rm は、関数f の点xにおける微分df (x) と呼ばれる。これは即ちフレシェ微分であり、任意のバナッハ空間における関数に対しても同様に定式化することが出来る。